# بلونا ۲۸
سیارک ۲۸ (به انگلیسی: 28 Bellona) بیست و هشتمین سیارک کشف شده‌است که در ۱ مارس ۱۸۵۴ و در دوسلدورف کشف شد.
قدر مطلق سیارک برابر ۷٫۰۹ است.